# David Dewhurst
David Henry Dewhurst (nascido em 18 de agosto de 1945 em Houston no Texas) é um político, empresário e advogado americano que foi o 41º Governador do Texas, de 2003 a 2015. Membro do Partido Republicano, ele foi o Texas Land Commissioner desde 1999 para 2003. Ele foi um candidato em 2012 para a cadeira do Senado dos EUA vaga pelo republicano em aposentadoria Kay Bailey Hutchison, mas ele perdeu a eleição de segundo turno de seu partido para o ex-procurador-geral Ted Cruz, que venceu a eleição geral.
Dewhurst foi candidato a um quarto mandato de quatro anos no segundo turno da eleição republicana realizada em 27 de maio de 2014. Ele foi facilmente destituído por seu rival intrapartidário e também senador estadual de Houston, Dan Patrick, que também liderou a votação das primárias com 550 769 votos (41,5 por cento ) Dewhurst perdia com 376 196 votos (28,3 por cento). Foram eliminados nas primárias o Comissário de Agricultura Todd Staples do Texas com 235 981 votos (17,8 por cento) e o Comissário de Terras do Texas Jerry E. Patterson com 165 787 (12,5 por cento). Patterson sucedeu Dewhurst como comissário de terras em 2002, quando Dewhurst foi eleito vice-governador pela primeira vez. Em uma noite de "embaraçosamente baixo" comparecimento dos eleitores (aproximadamente 4% dos eleitores registrados), o titular terminou com apenas 262 086 votos (34,9%), em comparação com os 487 829 de Patrick (65,1%).
 

O terceiro mandato de Dewhurst como vice-governador terminou em 20 de janeiro de 2015. Ele atuou como membro do conselho consultivo do Secretário de Energia dos Estados Unidos liderado pelo ex-governador Rick Perry que foi nomeado pelo presidente Donald Trump em 2017.